# 考特蘭 (加利福尼亞州)
考特蘭（英語：Courtland）是位於美國加利福尼亞州薩克拉門托縣的一個人口普查指定地區。

## 地理
考特蘭的座標為38°19′52″N 121°34′07″W / 38.33111°N 121.56861°W，而該地最高點為海拔高度4米（即13英尺）。

## 人口
根據2010年美國人口普查的數據，考特蘭的面積為4.662平方千米，均為陸地。當地共有人口355人，而人口密度為每平方千米76人。